# Sadowszczyzna (rejon dzierżyński)
Sadowszczyzna (biał. Садоўшчына, Sadouszczyna; ros. Садовщина, Sadowszczina) – wieś na Białorusi, w obwodzie mińskim, w rejonie dzierżyńskim, w sielsowiecie Putczyna, nad Usą.
Współcześnie w skład miejscowości wchodzi także Aniłowa.

## Historia
W XIX i w początkach XX w. folwark położony w Rosji, w guberni mińskiej, w powiecie mińskim, w gminie Rubieżewicze.
Po I wojnie światowej pod administracją polską, w Zarządzie Cywilnym Ziem Wschodnich, w okręgu mińskim, w powiecie mińskim, w gminie Rubieżewicze.
W wyniku postanowień traktatu ryskiego znalazła się w granicach Związku Sowieckiego. W latach 1932–1937 w Polskim Rejonie Narodowym im. Feliksa Dzierżyńskiego. Od 1991 w niepodległej Białorusi.